# Râul Topla
Râul Topla este un afluent al râului Bega. 

## Hărți
- Harta județul Timiș